# 863

## Nașteri
- Ludovic al III-lea al Franței, rege al Franciei de Apus (879-882), (d. 882)

## Decese
- 13 aprilie: Donald I al Scoției  (n. 812)